# Municipio de Lafoon
El municipio de Lafoon (en inglés: Lafoon Township) es un municipio ubicado en el condado de Faulk en el estado estadounidense de Dakota del Sur. En el año 2010 tenía una población de 44 habitantes y una densidad poblacional de 0,47 personas por km².

## Geografía
El municipio de Lafoon se encuentra ubicado en las coordenadas 45°2′5″N 99°0′43″O / 45.03472, -99.01194. Según la Oficina del Censo de los Estados Unidos, el municipio tiene una superficie total de 93.25 km², de la cual 92,88 km² corresponden a tierra firme y (0,4 %) 0,37 km² es agua.

## Demografía
Según el censo de 2010, había 44 personas residiendo en el municipio de Lafoon. La densidad de población era de 0,47 hab./km². De los 44 habitantes, el municipio de Lafoon estaba compuesto por el 100 % blancos. Del total de la población el 0 % eran hispanos o latinos de cualquier raza.